# Tin Ujević
Tin Ujević (5. července 1891, Vrgorac – 12. listopadu 1955, Záhřeb) byl chorvatský básník moderní doby.

## Život a dílo
V dobách rozpadu Rakousko-Uherska, který pomalu probíhal již během první světové války se Ujević zaměřil na tehdy rozšířenou ideu sjednocení jižních Slovanů, na které později vzniklo jugoslávské království. Své postoje však postupem času přehodnotil, neboť se obával případné srbské dominance v případném soustátí. Sám se střetnul s odcizením, pesimismem a ztrátou iluzí a tu se snažil překonat vědomím bytí s vesmírem a opěvováním pozitiv lidského života.
Byl dobrým znalcem jazyků a tak pracoval jako překladatel (a to i v časech fašistického Chorvatska), překládal mnohé práce významných evropských básníků do chorvatštiny. Mezi jeho vlastní práce patří básně Lelek sebra (Nářek otroka), Skalpel chaosu (Skalpel kaosa), nebo Auto na korzu.